# Aloe striata

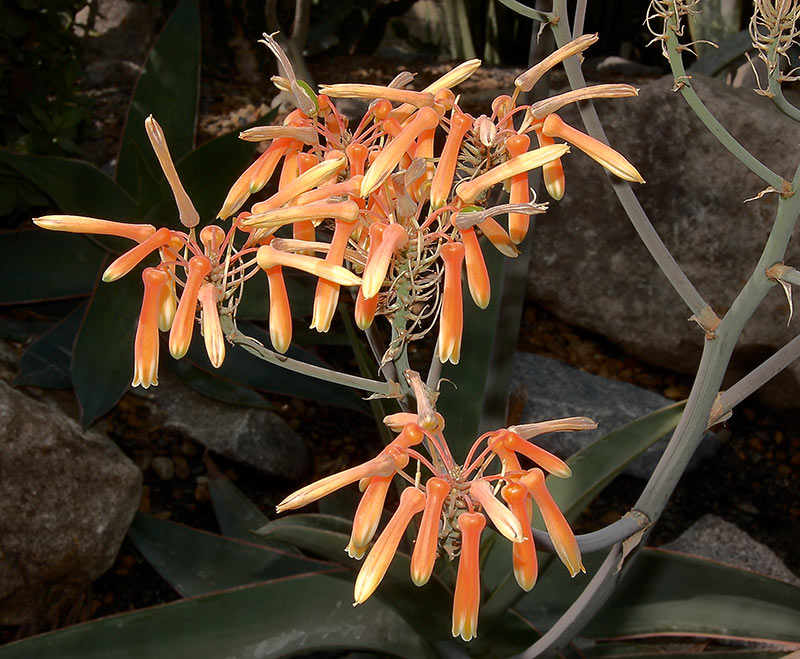
Flors

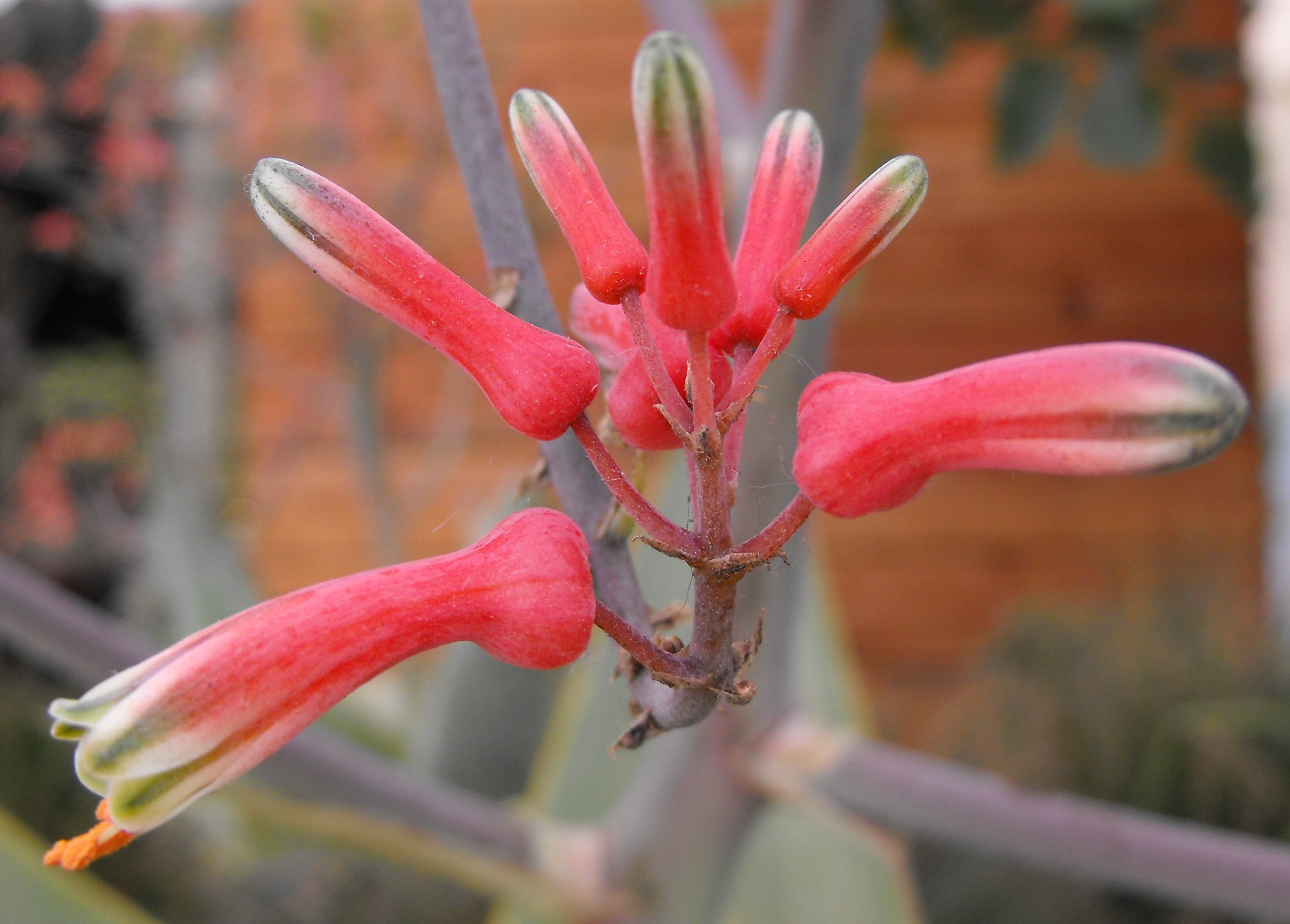
Detall de les flors

Aloe striata és una espècie de planta suculenta del gènere dels àloes dins la família de les asfodelàcies, endèmica de la província del Cap (Sud-àfrica). És una planta que es troba als vessants rocosos de zones àrides properes a la costa i a zones interiors.

## Descripció
És un àloe sense tija que presenta unes fulles de color glauc (verd-blau). Les fulles d'aquesta espècie no tenen les espines comunes en la majoria d'àloes, els marges tenen un to rosat llis i atractiu i no presenten cap dent.
Les flors són d'un color rosat coral molt cridaner, les quals surten cap a l'hivern en unes inflorescències altes i aplanades.
Igual que amb la majoria dels aloes, les plantes proveeixen nèctar durant l'hivern, que és una important font d'aliment per als ocells sol atractius i molts altres ocells nectarívors durant el període més fred de l'any, quan el menjar no està fàcilment disponible.

## Distribució
La subsp. striata està àmpliament distribuïda en la província de l'Est i del Sud del Cap Occidental de Sud-àfrica. Creix en sòls pedregosos en els vessants rocosos de les zones àrides properes a la costa i a les zones més seques de l'interior de Karoo.

## Taxonomia
Aloe striata va ser descrita per Haworth, Adrian Hardy

### Etimologia
- Aloe: nom genèric que deriva del grec alsos que fa referència a l'amarg del suc de les seves fulles. Probablement es deriva de la paraula anterior alloeh de l'àrab o de la paraula hebrea Allal, tant que significa amarg.
- striata: epítet llatí que significa "estriat" o amb estries i fa referència a les línies longitudinals de les fulles d'aquesta espècie.[4]